# Ежен Потьє
Ежен Потьє (фр. Eugène Pottier; 4 жовтня 1816, Париж — 6 листопада 1887, там само) — французький революціонер, анархіст і поет. 
Був робітником, учителем. Член Першого Інтернаціоналу. Учасник революції 1848 року, член Паризької комуни (1871). Після її поразки емігрував до Англії, згодом до Америки, де брав участь у робітничому русі. 1880 року повернувся до Франції, де вступив до лав Робітничої партії. 
У збірках віршів «Хто безумець?» (1884), «Соціально-економічні вірші» (чотири випуски у серії «Соціалістична бібліотечка», 1884), «Соціалістичні революційні пісні й вірші» (окремими листівками, 1884), «Революційні пісні» (1887), поемах «Робітники Америки — робітникам Франції» (1876), «Паризька комуна» (1876), «Робітнича партія» (1876, опубл. 1898), що є поетичним літописом французького та міжнародного робітничого руху, змалював образ робітника-борця.
У червні 1871 написав «Інтернаціонал» (опублікований 1887). Покладений 1888 році П. Дегейтером на музику. Згодом став міжнародним гімном лівих рухів.

## Вшанування пам'яті
На честь Ежена Потьє в Україні є вулиця у місті Донецьку.
До 2017 року ім'ям Ежена Потьє називалася вулиця Антона Цедіка у Києві.